# EgyptAir

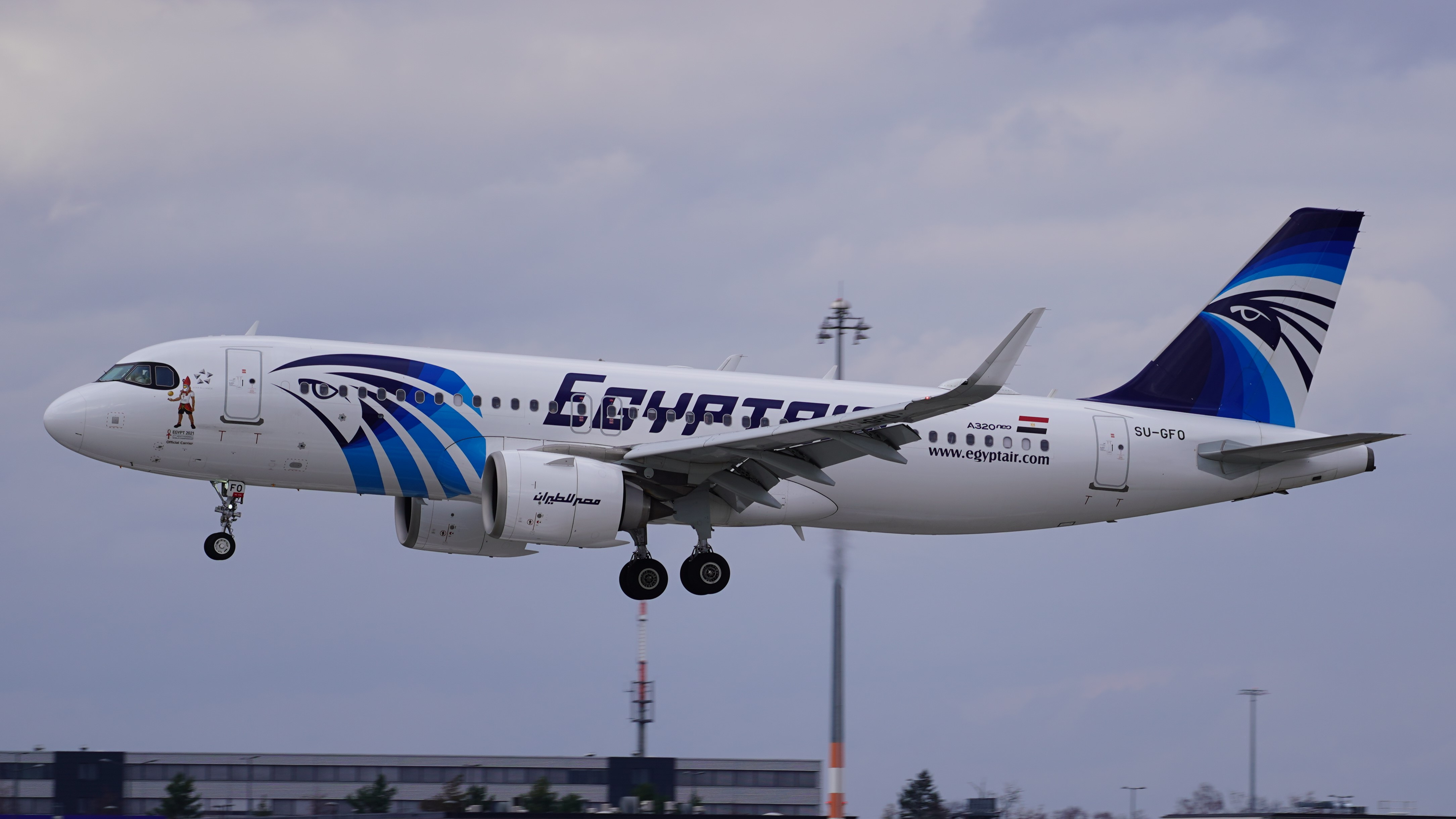
Un Airbus A320-251N de nouvelle génération d'EgyptAir

EgyptAir (arabe : مصر للطيران, romanisation : Miṣr lil-Ṭayarān) est la compagnie aérienne nationale d'Égypte.

## Historique
Fondée le 7 juin 1932, la compagnie de vol égyptienne est la première à voir le jour en Afrique et au Moyen-Orient, et la septième au niveau mondial. À partir du mois d'août 1933, EgyptAir propose des vols commerciaux entre Le Caire et Alexandrie à bord d'un Spartan. Deux ans plus tard, la flotte EgyptAir compte douze avions de Havilland de plus [citation nécessaire].
Pendant la Seconde Guerre mondiale, le gouvernement égyptien réquisitionne la compagnie aérienne et la rebaptise « Misr Airlines ».
Dix nouveaux appareils Beach viennent s'ajouter à la flotte de « MisrAir » en 1946 et, en 1949, MisrAir achète dix Vickers Vikings avant de mettre à son service un aéronef français, le « Languedoc », un an plus tard.
En 1956, la compagnie aérienne égyptienne MisrAir fusionne avec la Syrian Airlines, devenant ainsi la « United Arab Airlines » ou « UAA ».
En 1960, la UAA se fait remarquer en étant la première compagnie aérienne du Moyen-Orient à utiliser des jets (Comet 4-c). Pour le lancement de ses vols long-courriers et pour subvenir aux besoins du trafic aérien international, la compagnie aérienne égyptienne achète un Boeing 707 en 1968.
En 1971, MisrAir et Syrian Airlines se séparent : la compagnie aérienne égyptienne reprend alors son nom d'origine : EgyptAir.
Le 10 juillet 2008, EgyptAir fait partie de la Star Alliance (la plus importante alliance du monde).
EgyptAir a été désignée meilleure compagnie aérienne africaine par l'AFRAA.
En 2005, la compagnie met en place un programme de transformation orienté sur la relation client, le recrutement d'un personnel qualifié et l'amélioration de ses installations.
La compagnie a déclaré un revenu total record de 1,143 milliard de dollars américains pour l'année financière prenant fin le 31 juillet 2007 et, selon la société, en 2006-2007, EgyptAir a transporté plus de 6,5 millions de passagers.
La 2019, EgyptAir Express fusionne avec EgyptAir.
En 2020, en raison de la pandémie de la COVID-19, EgyptAir cloue au sol une grande partie de sa flotte et organise la crise.

## Destinations
EgyptAir opère plus de 90 destinations en Afrique, Europe, Amérique du Nord et Asie.

### Partage de codes
Elle fait partie de Star Alliance depuis 2008 et partage ses codes avec les compagnies aériennes suivantes :
- Aegean Airlines
- Air Canada
- Air China
- Air India
- Austrian Airlines
- Brussels Airlines
- Etihad Airways
- Ethiopian Airlines
- Gulf Air
- Kenya Airways
- LOT Polish Airlines
- Lufthansa
- Royal Air Maroc
- Scandinavian Airlines
- Singapore Airlines
- South African Airways
- Swiss International Air Lines
- TAP Portugal
- Thai Airways
- Turkish Airlines
- Ukraine International Airlines
- United Airlines
- Uzbekistan Airways

## Identité visuelle
À l'occasion de son entrée au sein de Star Alliance en 2008, EgyptAir a adopté un nouveau logo et une nouvelle livrée pour ses appareils.
Cependant, la figure du dieu faucon Horus est demeurée :

Logos d'EgyptAir
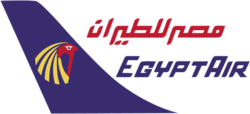
Logo d'EgyptAir, utilisé du 10 octobre 1971 au 10 juillet 2008.
Logo d'EgyptAir depuis 11 juillet 2008.

## Flotte
Au 1er janvier 2023, la flotte d'EgyptAir se compose des appareils suivants :

### Commandes
EgyptAir a commandé :
- neuf Boeing 737-866 en 2016. Le troisième appareil livré, immatriculé SU-GEH, arbore une livrée spéciale pour les 85 ans d'EgyptAir ;
- vingt-quatre Airbus A220-300, lors du salon de Dubaï : douze commandes fermes entre 2018 et 2020 et douze commandes à venir ;
- quinze Airbus A320Neo ;
- six Boeing 787-9 Dreamliner , qui ont tous été livrés jusqu’en 2020.

## Accidents et incidents
- Le 25 décembre 1976 , le vol 864 d'EgyptAir s'écrase dans une zone industrielle à proximité de l'aéroport international Don Muang de Bangkok. Les 52 passagers et membres d'équipage à bord, ainsi que 19 personnes au sol, ont été tués dans l'accident.
- Le 24 novembre 1985, trois pirates de l'air interceptent le EgyptAir Flight 648 (en) après son départ d'Athènes à destination du Caire. Dès le second jour du détournement, intervention musclée des commandos égyptiens a Malte. 60 personnes trouvent la mort au cours de cet assaut.
- Le 21 août 1996, le vol 837 d'EgyptAir sort de la piste lors de son atterrissage sur la piste 24 de l'aéroport international d'İstanbul, à cause des mauvaises conditions météorologiques au moment de l'atterrissage. Bien que l'avion fut complètement détruit lors de l'accident, on ne compte aucune victime parmi les 128 personnes à bord.
- Le 31 octobre 1999, le vol 990 d'EgyptAir s'écrase au large des côtes est-américaines. Les 217 personnes à bord trouvent la mort. La cause de cet accident est due aux actions du copilote Gamil el-Battouti, 59 ans, mais sous la pression égyptienne, le NTSB (National Transportation Safety Board) renonça à mentionner les possibles motifs terroristes de Battouti dans son rapport[5].
- Le 7 mai 2002, un Boeing 737-500 immatriculé SU-GBI, assurant le vol 843[6] de la compagnie EgyptAir, en provenance du Caire s'écrase lors de l'approche de l'aéroport international de Tunis-Carthage[7]. Le crash est probablement dû au brouillard et à la pluie. Quinze des soixante-quatre personnes qui se trouvent à bord y trouvent la mort.
- Le 29 mars 2016, le vol 181 d'EgyptAir reliant l'aéroport d'Alexandrie à l'aéroport international du Caire a été détourné vers Chypre par un individu prétendant avoir une ceinture d'explosifs. L'Airbus A320 a atterri sans encombre à Chypre, et les quatre-vingt-un passagers ont débarqué sains et saufs[8].
- Le 19 mai 2016, le vol 804 d'EgyptAir reliant Paris au Caire est signalé manquant à l'arrivée ; cinquante-six passagers et dix membres d'équipage se trouvaient à bord[9]. L'information aurait été annoncée sur le compte Twitter de la compagnie. L'appareil qui avait décollé le 18 mai à 23 h 09 de l'aéroport de Roissy a disparu des radars à 2 h 45 alors qu'il était au-dessus de la Méditerranée et qu'il venait d'entrer dans l'espace aérien égyptien[9],[10]. Selon les autorités égyptiennes, les travaux de recherches ont retrouvé les sièges et les valises ainsi que des restes humains repérés près de 290 km d'Alexandrie[11].